# Sirocco
Sirocco är en vind som förekommer i Nordafrikas och Arabiens ökenområden men kan även dra in över Balkanhalvön. Den uppträder främst vinter och vår, är het, torr och dammfylld. När den passerat Medelhavet och kommit in över italienska halvön och Balkanhalvön har den tagit upp fukt från vattnet och är då inte längre så torr. Att fuktigheten ökar beror på att den från början heta luften efter hand avkyls när den kommer in över mer tempererade områden.
I många länder där vinden drar fram uppfattas den som en besvärlig och ohälsosam vind eftersom den bär med sig damm och fukt. Den kan orsaka att snön och luften i Alperna färgas gul och att det blir höga vågor i Medelhavet med konsekvenser för sjöfarten.
I Italien kallas den vinden scirocco, i de sydslavisktalande länderna i sydöstra Europa jugo (syd) eller mer sällan široko, i Frankrike marin, i Spanien leveche och i Libyen ghibli (se även Studio Ghibli). Andra arabiska namn på liknande vindar är samum och chamsin.
Namnet sirocco kan härledas från det arabiska ordet sharq som betyder öster.

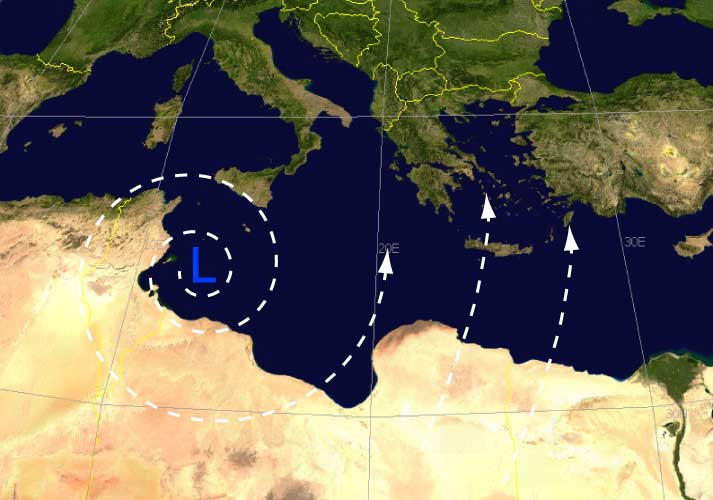
Sciroccons rörelse över medelhavet
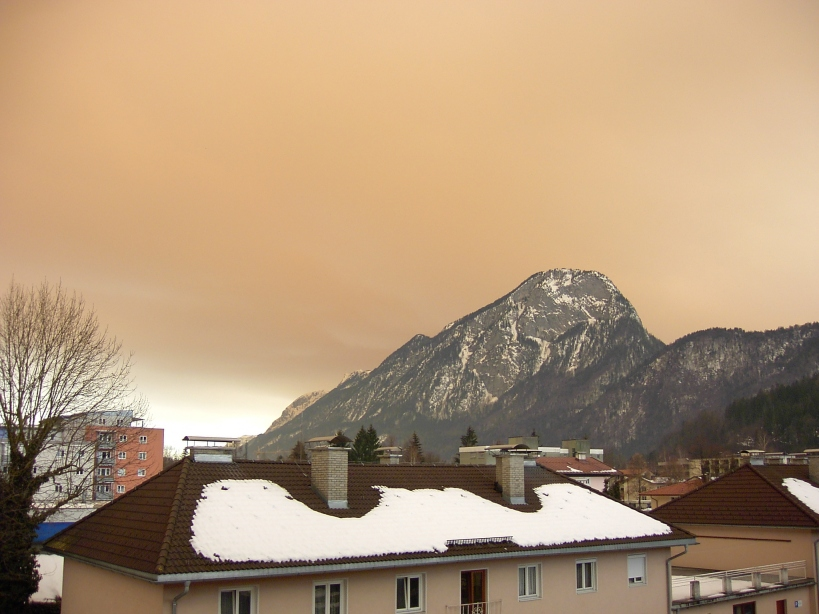
Saharadamm över Kufstein i Österrike 22 februari 2004
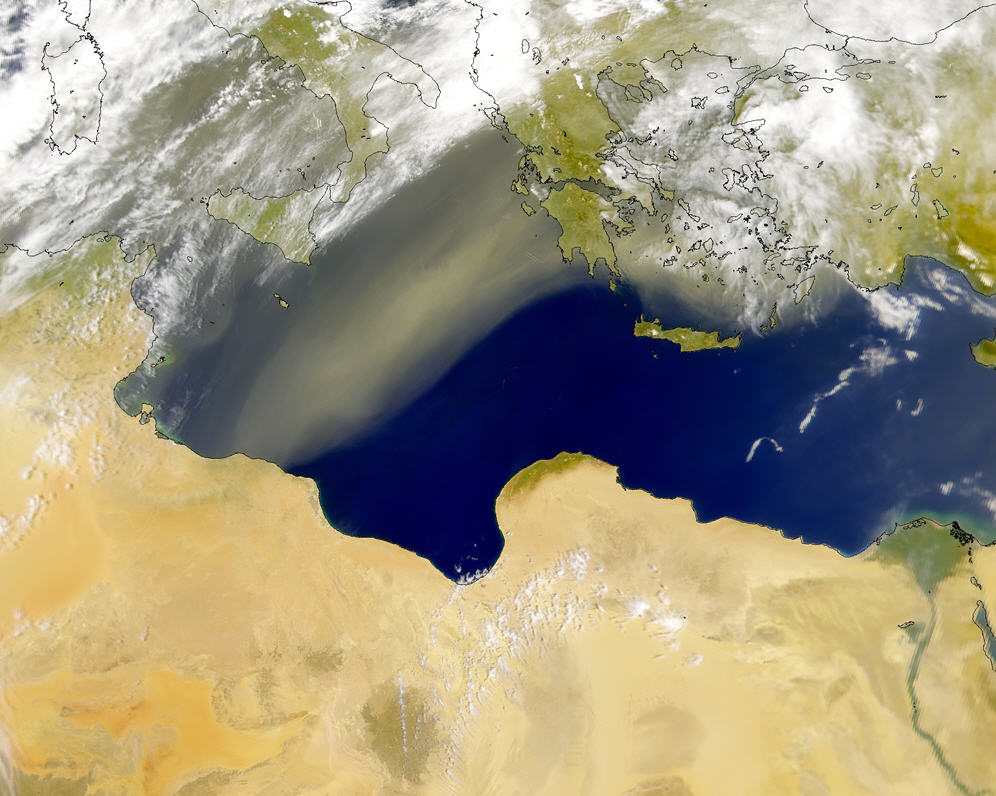
Satellitbild där siroccon syns som ett sandmoln från Libyen mot Grekland